# Piotr Orzechowski (zm. 1768)
Piotr Orzechowski herbu Oksza (zm. w 1768 roku) – wojski przemyski w latach 1740–1766, sędzia kapturowy ziemi przemyskiej w 1764 roku.
W 1767 roku przystąpił do konfederacji radomskiej. Zginął pod Mogiłą w czasie walk konfederatów barskich z Rosjanami.